# Museo de Arte de Río
El Museo de Arte de Río (MAR) es un museo del Centro de Río de Janeiro, Brasil. Ocupa dos edificios en la plaza Mauá, en el barrio Centro. Se encuentra la Zona Portuaria y marca el inicio de la avenida Rio Branco. Fue inaugurado el 1 de marzo de 2013. Fue diseñado por la firma Jacobsen Arquitectura. Cuenta con la estación Parada dos Museus de la línea 1 del Tranvía.

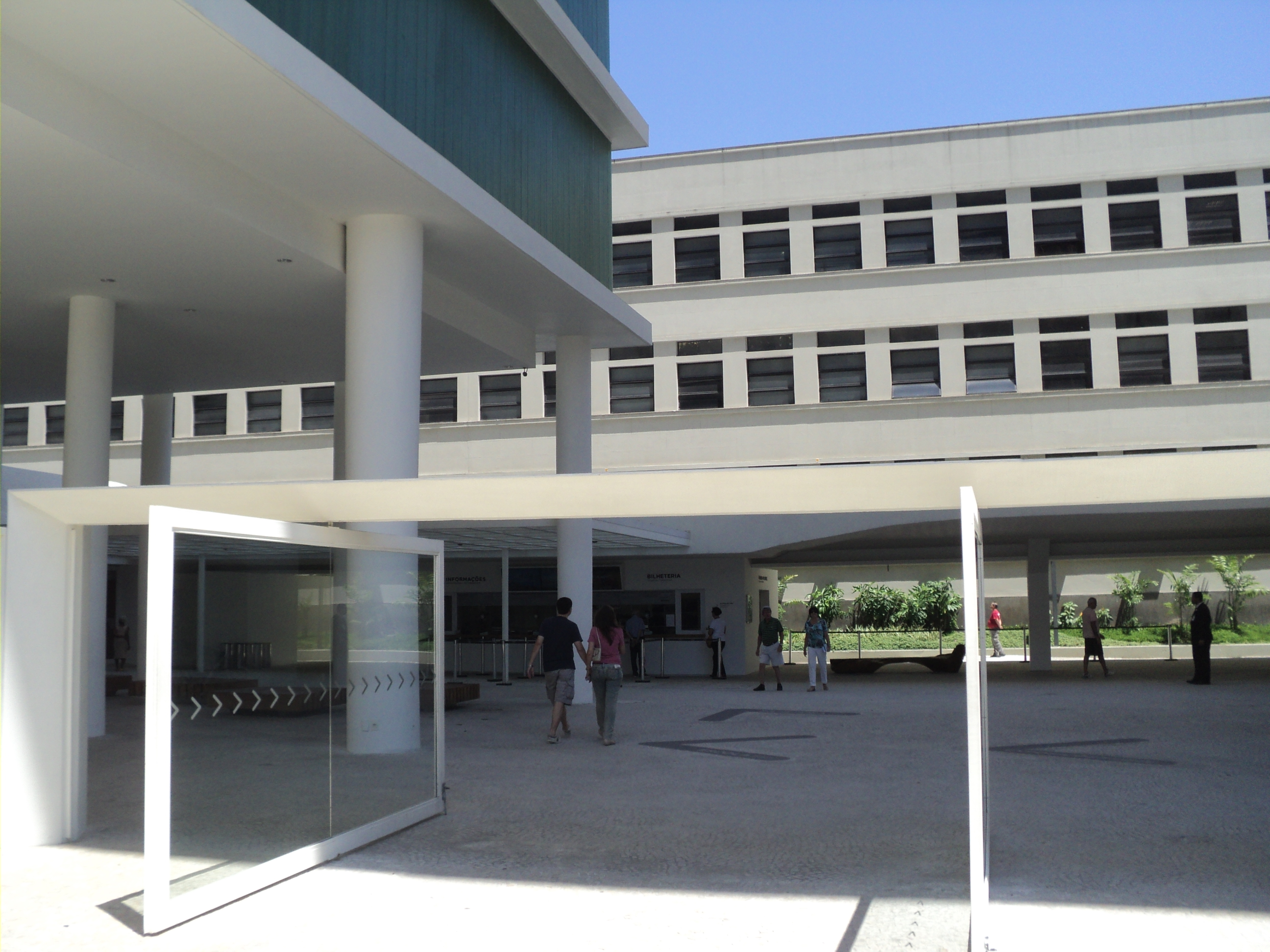
Entrada del museo.

## Arquitectura
El MAR fue diseñado por la oficina carioca Bernardes + Jacobsen. Lo conforman dos edificios. Uno es el Palacete Don João VI, construido en estilo eclético. Fue dedicado a las salas de exposición, el Pabellón de Exposiciones. El otro, adyacente al palacio, era utilizado por la estación de autobús Mariano Procópio antes de ser integrado al museo. Hoy alberga la Escuela del Mirar, la administración y otros departamentos. Los dos edificios sumados ocupan una área construida de 15.000 m². Están conectados por una pasarela y por una cubierta suspendida que sostienen 37 columnas distribuidas en ambas construcciones. Fue premiado con el premio internacional Architizer La+ Awards.
Junto con la estación Parada dos Museus de la línea 1 del Tranvía de Río de Janeiro y el Museo del Mañana, es una de las grandes obras de rehabilitación emprendidas en esta zona del centro histórico carioca.